# Lord Chancellor
O Lord High Chancellor of Great Britain, Lord Chancellor  (em português, Lorde Chanceler) é um alto e importante cargo no Governo de Sua Majestade. Ele é o Segundo nos cargos do Estado, atrás apenas do Lord High Steward.  O Lorde Chanceler é apontado pelo soberano britânico a conselho do Primeiro-Ministro. Antes do Ato de União de 1707, havia lordes chanceleres na Inglaterra e na Escócia.
O Lorde Chanceler é um membro do Gabinete do Reino Unido e, por lei, é responsável pelo funcionamento eficiente e independente dos tribunais. Anteriormente ele era também o presidente da Câmara dos Lordes, e a cabeça do poder judiciário na Inglaterra e no País de Gales, mas a Reforma Constitucional de  2005 transferiu esses papéis para o Lord Speaker e o Lord Chief Justice, respectivamente. A atual Lord Chanceler é Shabana Mahmood.
Uma das responsabilidades do Lorde Chanceler é agir como o guardião do Grande Selo do Reino. Um Lord Keeper of the Great Seal pode ser ser nomeado em vez de um Lorde Chanceler. Os dois escritórios implicam exatamente os mesmos deveres, a única distinção está no modo de nomeação. Além disso, o cargo de Lord Chanceler pode ser exercido por um comitê de indivíduos conhecidos como "Lords Commissioners of the Great Seal". Desde o século XIX, no entanto, os lordes chanceleres foram exclusivamente nomeados, enquanto os outros cargos foram caindo em desuso.

## História
O cargo de Lord Chanceler pode traçar suas origens até a  monarquia carolíngia, em que um chanceler atuou como o guardião do selo real. Na Inglaterra, o carda data, pelo menos, até a conquista normanda (1066). Alguns dão como o primeiro Chanceler da Inglaterra Angmendus, em 605 d.C.. Outras fontes sugerem que o primeiro a nomear um chanceler foi Eduardo, o Confessor, que disse ter adotado a prática de carimbar documentos, em vez de pessoalmente assiná-los. Um funcionário de Eduardo, Regenbald, foi nomeado o "chanceler" em alguns documentos do reinado do rei.  Em qualquer caso, o cargo tem sido continuamente ocupado desde a conquista normanda. [carece de fontes?]  O chanceler tem chefiado o gabinete protocolar e a Chancelaria.
Anteriormente, o Lord Chancellor era  quase sempre um clérigo, uma vez que durante a Idade Média entre o clero estavam os poucos homens alfabetizados do reino. O Lorde Chanceler desempenhou funções múltiplas, ele era o Guardião do Grande Selo, o chefe real capelão, e conselheiro em questões espirituais e adversas. Assim, a posição surgiu como um dos mais importantes cargos no governo. Ele só foi superado no governo pelo chefe de justiça (agora obsoleto).

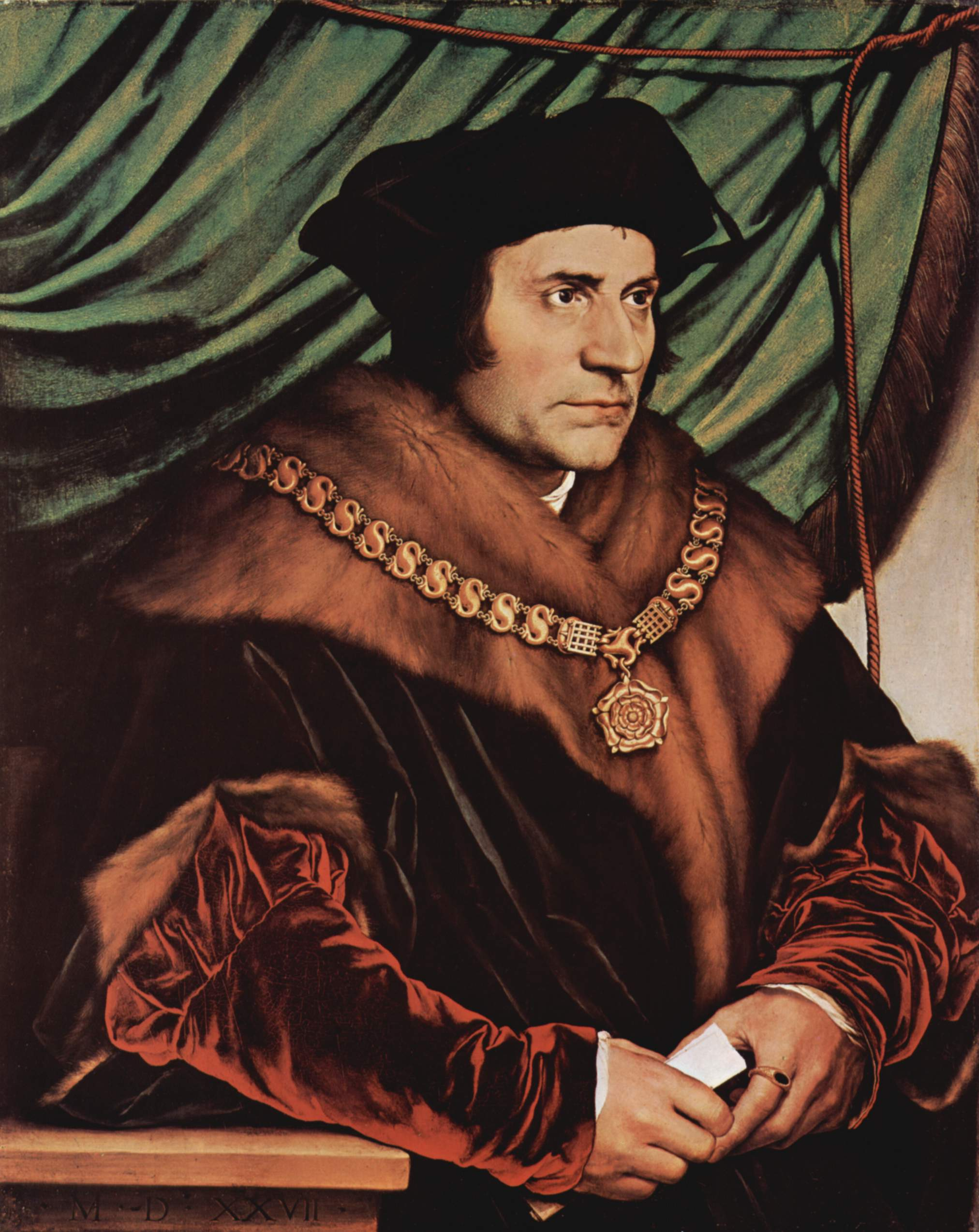
Sir Thomas More um dos mais famosos e precoces Lordes Chanceler; serviu e foi executado pelo rei Henrique VIII.

Como um dos ministros do rei, o Lorde Chanceler participa da Curia Regis, ou Corte Real. Se um bispo, o senhor chanceler recebia um par hereditário, se um eclesiástico de um grau mais baixo, ou se um leigo, ele participava sem qualquer titularização. A Curia Regis, mais tarde, evoluiu para o  Parlamento, o Lord Chancellor tornando-se o "pró-locutor" de sua casa superior, a Câmara dos Lordes. Com o estatuto dado por Henrique VIII, um Lord Chancellor poderia presidir a Câmara dos Lordes, mesmo que não fosse propriamente um.
Os deveres judiciais do Lorde Chanceler também evoluíram através de seu papel na Curia Regis. Petições na justiça eram normalmente dirigidas ao rei e à Curia, mas em 1280, Eduardo I instruiu seus ministros para analisar e tratar as petições como um tribunal da bancada do rei. As petições importantes eram para ser enviadas ao Lorde Chanceler para sua decisão, sendo que as mais significativas eram trazidas até o rei.
No reinado de Eduardo III, esta função da chancelaria desenvolveu-se em um tribunal separado para o Lorde Chanceler. Neste orgão, que ficou conhecido como o High Court of Chancery, o Lorde Chanceler determinaria casos de acordo com a justiça de pares em vez dos rigorosos princípios da lei comum. O Lorde Chanceler também  tornou-se conhecido como o "guardião da consciência do rei". Clérigos continuaram a dominar a chancelaria até o século XVI. Em 1529, depois de Thomas Wolsey, que era o Lorde Chanceler e Arcebispo de Iorque, foi demitido por não conseguir obter a anulação do primeiro casamento de Henrique VIII, leigos tendiam a ser mais favorecidos para a nomeação para o cargo. Os eclesiásticos fizeram um breve retorno durante o reinado de Maria I, mas depois disso quase todos os lordes chanceleres eram leigos.

## Cargo

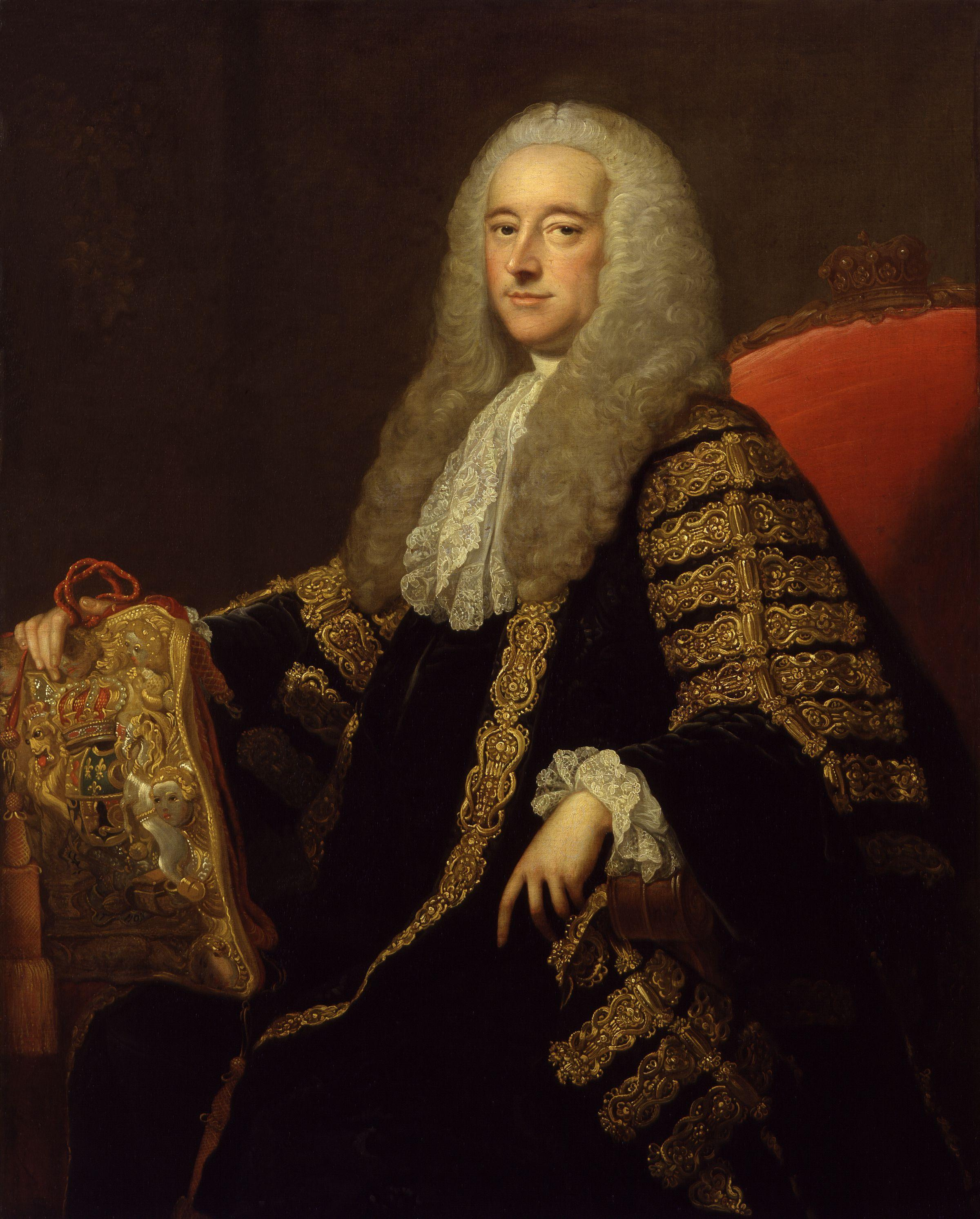
Robert Henley, Primeiro Conde de Northington

Antigamente, quando o escritório era ocupado por eclesiásticos, um "Keeper of the Great Seal" ("Guardião do Grande Selo")  agia na ausência de um Lorde Chanceler. Os guardiões também eram nomeados quando o cargo de Lorde ficava vago, até que um substituto adequado fosse encontrado. Quando Isabel I tornou-se rainha, o parlamento aprovou uma Lei onde o Lorde Guardião do Grande Selo teria direito a todas as ferramentas jurídicas de um Lorde Chanceler. A única diferença entre os dois cargos seria o modo de sua nomeação.
Antigamente, era costume nomear os plebeus para o cargo de Lorde Guardião; e pariatos nomeados para o cargo de Lorde Chanceler. Um Lorde Guardião, que adquiria um título de pariato, posteriormente poderia ser um Lorde Chanceler. Um exemplo disso foi Robert Henley, que uma vez Lorde Guardião, foi titulado como Conde de Northigton em 1760 e foi nomeado Lorde Chanceler em 1761. Desde então, cidadãos comuns, assim como seus pariatos, tem sido nomeados para o cargo de Lorde Chanceler.
Também é possível colocar o cargo de Lorde Chanceler em nome de uma comissão (ou seja, confiar o cargo a um grupo de indivíduos, em vez de uma única pessoa). Os indivíduos que exercem o cargo são conhecidos como  "Lords Commissioners of the Great Seal"  ("Lordes Comissários do Grande Selo"). Lordes Comissários do Grande Selo não tem sido nomeados desde 1836.
Anteriormente, havia Chanceleres separados na Inglaterra, Escócia e Irlanda do Norte. Quando o Reino da Inglaterra e o Reino da Escócia se uniram para formar o Reino da Grã-Bretanha sob o Ato da União de 1707, os cargos de chanceler da Inglaterra e de Lorde Chanceler da Escócia foram combinados para formar um único escritório de chancelaria para o novo estado. Disposição semelhante não foi feita quando a Grã-Bretanha e Irlanda fundiram-se no Reino Unido sob a Lei da União de 1800. Assim, o cargo em separado de Lorde Chanceler da Irlanda continuou a existir até a formação do Estado Livre da Irlanda em 1922. O cargo de Lorde Chanceler da Irlanda foi abolido, e suas funções transferidas para o Governador da da Irlanda do Norte, e tempos depois para o  Secretário de Estado da Irlanda do Norte. Assim, o Lorde Chanceler permanece "Grão-Lorde Chanceler da Grã-Bretanha", e não " Grão-Lorde Chanceler do Reino Unido."

## Funções legislativas
O Lorde Chanceler costumava ser o presidente da Câmara dos Lordes. A Lei de Reforma Constitucional de 2005 removeu esta função, deixando a escolha de um presidente para a própria Câmara dos Lordes.
Sempre que o Soberano nomeia Lordes Comissários para executarem determinadas ações em nome dele ou dela, os outros Lordes Comissários, por convenção, são membros da Câmara dos Lordes que estão no  Conselho Privado do Reino Unido (geralmente os líderes dos três principais partidos).

## As funções executivas
O Lorde Chanceler é um membro do “Mais Honorável Conselho Privado de Sua Majestade” e do Gabinete do Reino Unido. A repartição que ele dirige era conhecida como o Lord Chancellor's Office entre 1885 e 1971 e “Gabinete do Lorde Chanceler” entre 1971 e 2003. Em 2003, o departamento passou a chamar-se “Departamento de Assuntos Constitucionais” e o Lorde Chanceler passou a ser também Secretário de Estado de Assuntos Constitucionais. Em 2007, este posto foi renomeado Secretário de Estado da Justiça e o departamento tornou-se "Ministério da Justiça do Reino Unido".
O departamento chefiado pelo Lorde Chanceler tem muitas responsabilidades, como a administração dos tribunais. Além disso, o Lorde Chanceler tem um papel importante na nomeação de muitos juízes em tribunais da Inglaterra e do País de Gales. Juízes seniores da Suprema Corte do Reino Unido, do Tribunal de Recurso da Inglaterra e País de Gales, e os Chefes das Divisões do Supremo Tribunal de Justiça da Inglaterra e do País de Gales são oficialmente nomeados pelo soberano no conselho do Lorde Chanceler. Todavia, desde 2005 o Lorde Chanceler tem sido aconselhado por um comissário independente. Da mesma forma o senhor chanceler não determina quais advogados devem ser elevados à categoria do “Conselho da Rainha”, mas apenas supervisiona o processo de seleção por um painel independente.
A Custódia do Grande Selo do Reino é confiado ao Lorde Chanceler. Documentos em que o grande selo é afixado incluem cartas patentes, mandados e proclamações reais. A vedação dos selos é realizada sob a supervisão do secretário da Coroa, (que ocupa o cargo adicional de “Secretário Permanente” para o Lorde Chanceler). O Lorde Chanceler não mantém a custódia do Grande Selo da Escócia (que é mantido pelo Primeiro Ministro da Escócia) ou do Grande Selo da Irlanda do Norte (que é mantido pela Secretaria de Estado da Irlanda do Norte).

## Antigas funções judiciais
As funções judiciais do Lorde Chanceler (em oposição ao seu papel na administração do sistema judicial) foram removidas pela Reforma Constitucional de 2005.
Anteriormente, o Lorde Chanceler realizava vários papéis judiciais diferentes. Ele sentava-se como um juiz no Comitê Judicial da Câmara dos Lordes (o mais alto Tribunal de causas domésticas no Reino Unido), e foi membro do Comitê Judicial do Conselho Privado (o tribunal sênior do Império Britânico (exceto para o Reino Unido) e, mais tarde, para os Países da Commonwealth). Ele foi o presidente do Supremo Tribunal da Inglaterra e do País de Gales.
Nos tempos modernos, essas e outras funções judiciais eram exercidas de forma muito restritiva. As funções em relação à Câmara dos Lordes e ao Comité Judicial do Conselho Privado eram geralmente delegadas ao “Senior Lord of Appeal in Ordinary”. A tarefa de presidir a Divisão de Chancelaria foi delegada ao Vice-Chanceler, um juiz sênior (agora conhecido como o Chanceler do Tribunal Superior). A maioria dos Lordes Chanceleres até o final do século XX realizaram julgamentos apenas em casos que chagavam à Câmara dos Lordes. O último Lorde Chanceler à presidir como juiz foi Lord Irvine of Lairg, que o fez como membro do Comitê Judicial da Câmara dos Lordes. No entanto, as preocupações já estavam sendo expressas, incluindo pelo Poder Judiciário, na propriedade de que um Ministro de Estado estivesse decidindo como juiz profissional, sendo que seu sucessor, Lord Falconer, nunca chegou a atuar como juiz, mesmo antes da abolição dessas tarefas tempos depois.
Antigamente, quando os pariatos tinham o direito de serem julgados por crimes ou por alta traição por outros pares na Câmara dos Lordes (em vez de plebeus em julgamentos por jurados), o Lord High Steward, em vez do Lorde Chanceler, presidia as sessões. Isso também ocorria em casos que terminavam em impeachment. (O cargo de Lord High Steward, em geral, permaneceu vago desde 1421. Toda vez que um pariato estava para ser julgado na Câmara dos Lordes, um Lorde High Steward era nomeado pro hac vice, ou seja, para esta ocasião). Em muitos casos, o Lorde Chanceler era meramente elevado ao cargo de Lord High Steward temporariamente.
No início do ano legal, o Lorde Chanceler oficia em uma cerimônia na Abadia de Westminster na frente de todos os juízes. A cerimônia é seguida de uma recepção conhecida como "Café da manhã do Lorde Chanceler", que é realizada no Westminster Hall.
De 1867 a 1875, o Lorde Chanceler era o oficial da mais alta corte no Canadá até a criação da Suprema Corte do Canadá e do escritório do Chefe de Justiça da Suprema Corte do Canadá.

## Outras funções
Sob o  Regency Act de 1937, o Lorde Chanceler é uma das cinco pessoas que participam na avaliação da capacidade do Soberano realizar suas funções reais. As outras pessoas capacitadas são o do cônjuge soberano, o presidente da Câmara dos Comuns, o Lord Chief Justice da Inglaterra e do País de Gales. Se houver três ou mais desses indivíduos, com base em evidências de que, conforme exigido por lei, o Soberano sofre de uma física ou mental enfermidade que impede que ele ou ela, pessoalmente, cumpra os deveres de chefe de Estado, as funções reais são transferidas para um regente, que os realiza em nome do monarca.

## Precedência e privilégios

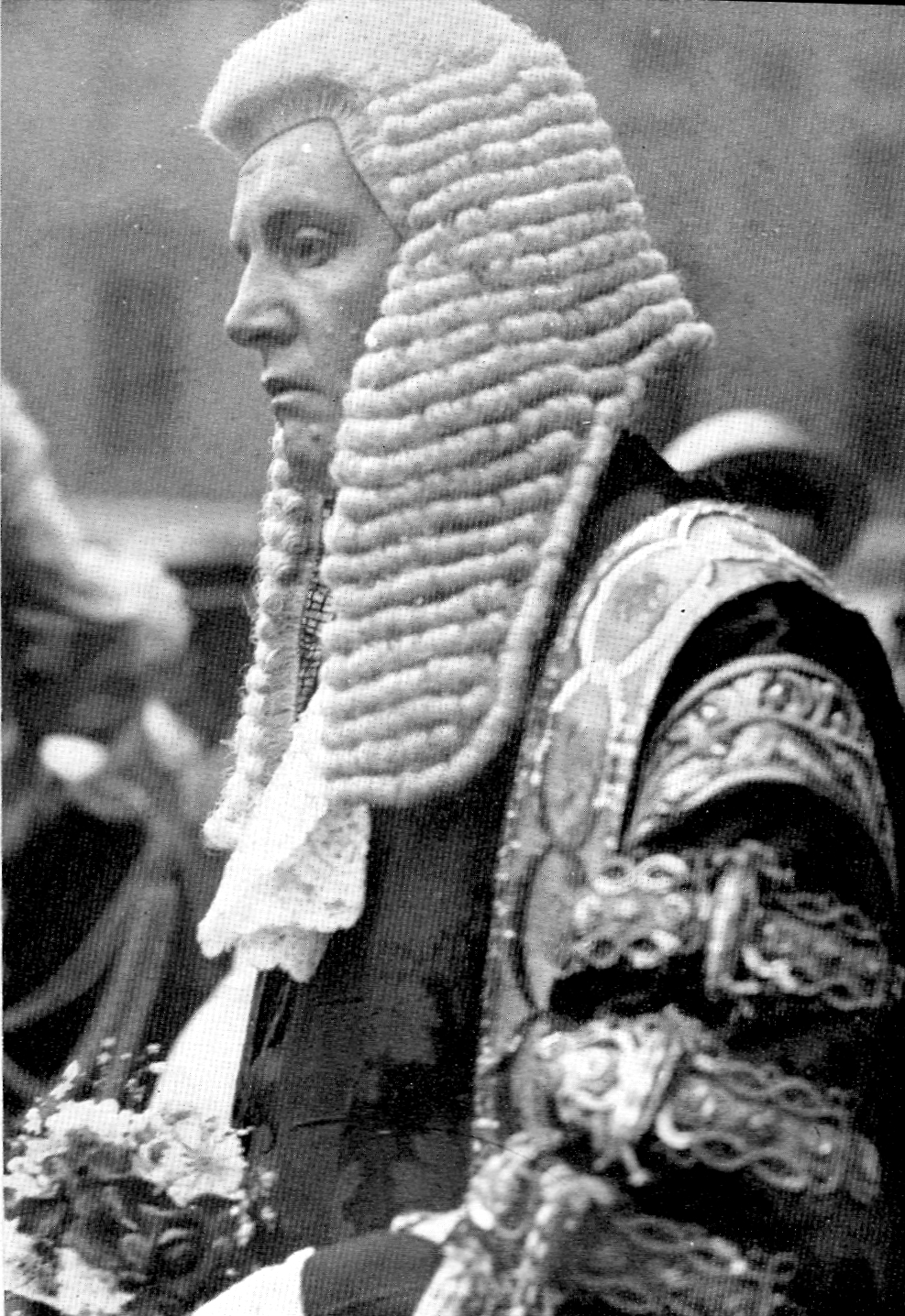
O Conde de Birkenhead em eu apontamento com Lorde em 1919

O Lorde Chanceler supera em precedência todos os outros Grandes Oficiais de Estado, com exceção do Lord High Steward, que geralmente tem sido um cargo vago desde o século XV. Ao abrigo de convenções modernas, o cargo de Lord High Steward só é preenchido no dia da coroação de um novo monarca, assim, em todos os momentos, o Lorde Chanceler permanece como o cargo mais alto. A importância do posto é refletida pela lei Treason Lei 1351, que torna alta traição atentar contra a vida do Lorde Chanceler. O Tesoureiro Real teria o mesmo direito à proteção, mas o cargo é agora ocupado em comissão.
A posição moderna do Lorde Chanceler é extremamente alta, sendo, geralmente superada apenas pela Família Real e pelos altos eclesiásticos. Na Inglaterra, o Lord Chancellor precede todos os indivíduos não-reais, exceto o Arcebispo de Canterbury. Embora sendo o Lorde Chanceler "da Grã-Bretanha", ele mantém uma posição na ordem de precedência na Irlanda do Norte; lá, ele supera todos os indivíduos não-reais, com exceção dos Arcebispos de Armagh. Em  todo o Reino Unido, o Lorde Chanceler tecnicamente supera o primeiro-ministro, embora este último geralmente possua mais poder. A precedência de um Lorde Guardião do Grande Selo é equivalente ao de um Lorde Chanceler. A precedência dos Lordes Comissários do Grande Selo é a mais baixa.
O Lorde Chanceler tem direito a um emolumento anual de £ 227 736 e a  uma pensão anual de £ 106 868. O salário do Lorde Chanceler é maior que o de qualquer outro funcionário público, incluindo até mesmo o Primeiro-Ministro.

## Reforma
No início do século XXI, as funções do executivo combinadas com as do legislativo e judicial historicamente ligadas ao cargo mostraram-se insustentáveis, uma vez que infringia a ideia de separação dos poderes como proposto por Montesquieu. Sua posição mostrou-se também incompatível com a Convenção Europeia dos Direitos Humanos. Ao mesmo tempo, propostas feitas pelo governo Blair de simplesmente abolir o cargo foram de encontro com a oposição daqueles que achavam que tal funcionário era necessário para falar em nome do judiciário no Gabinete, bem como daqueles que se opunham a abolição repentina de um escritório antigo. Em 2003, Tony Blair escolheu o seu amigo Lorde Falconer de Thoroton para ser o Lorde Chanceler e Secretário de Estado de Assuntos Constitucionais. Ao mesmo tempo, ele anunciou sua intenção de abolir o cargo de Lorde Chanceler e fazer muitas outras reformas constitucionais. Depois de muita confusão, ficou claro que o antigo ofício do Lorde Chanceler não poderia ser abolido sem uma lei do parlamento.

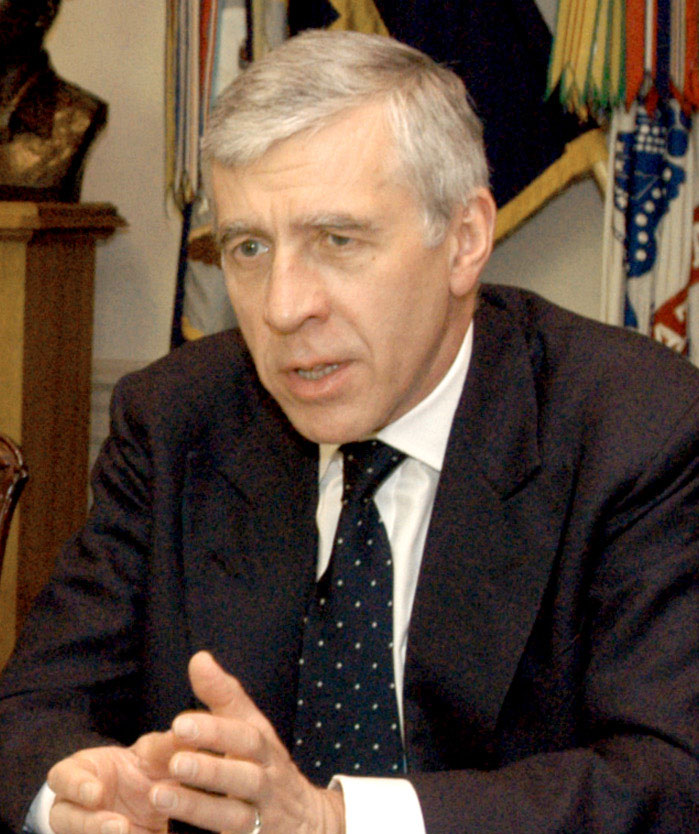
Jack Straw, o último Lord High Chancellor da Grã-Bretanha e Secretário de Justiça.

Em janeiro de 2004, o Department of Constitutional Affairs publicou uma concordata que define a divisão de autoridade entre Lorde Chanceler e o Chief Lord of Justice concebida na base de uma reforma constitucional. O governo inseriu tal reforma, a "Constitutional Reform Bill", na Camara dos Lordes em fevereiro de 2004. A lei pretendia abolir o cargo de Lorde Chanceler e transferir suas funções para outros funcionários: funções legislativas a um presidente da Câmara dos Lordes, funções executivas ao Secretário de Estado de Assuntos Constitucionais e funções judiciais para o Lord Chief Justice. A lei trazia outras reformas constitucionais, como a transferência dos deveres judiciais da Câmara dos Lordes para um Tribunal Supremo.
Em março de 2004, no entanto, os lordes desgostosos com os planos do governo, enviaram o projeto de lei para um comitê selecionado. Embora inicialmente visto como um movimento para derrubar o projeto de lei, o governo e a oposição concordaram em permitir que a lei prosseguisse com o processo parlamentar, sem prejuízo das alterações introduzidas pelo comitê. Em 13 de julho de 2004, a câmara alterou o projeto de reforma constitucional de tal forma que o título de Lorde Chanceler seria mantido, embora outras propostas do governo fossem deixadas intactas. Então, em novembro de 2004, o governo introduziu uma emenda na Câmara dos Lordes que removia  totalmente as referências ao Secretário de Estado de Assuntos Constitucionais, alterando-as para aquelas sobre o Lorde Chanceler, com os cargos de Secretário de Estado e Lorde Chanceler previstos como sendo realizados pela mesma pessoa. O final, a Lei de Reforma Constitucional de recebeu aprovação real em 24 de março de 2005 e as transferências das principais funções históricas do Lorde Chanceler para outros cargos (como Lord Chief Justice e Lord Speaker) estavam completas até meados de 2006. No entanto, o Lorde Chanceler e o Secretário de Estado de Assuntos Constitucionais mantiveram seu lugar como membros do Conselho de Ministros e certas funções especiais legais.
Diferente de outros Secretários de Estado, a qual suas funções podem ser delegadas a outros, diversas funções do Chanceler só podem ser executadas por ele. Tais funções protegidas só poder ser delegadas por ato do parlamento.
No passado, se uma pessoa que não pertencia a um pariato fosse indicada ao cargo de Lorde Chanceler ele deveria receber um titulo nobiliárquico, mas com as reformas de 1539 isso tornou-se desnecessário, podendo os comuns do cargo sentar-se na Câmara dos Lordes.